# Мехиас, Эдуардо Вильегас
Эдуардо Вильегас Мехиас (исп. Eduardo Villegas Megías; род. 5 апреля 1978) ― мексиканский писатель и философ. Чрезвычайный и полномочный посол Мексики в России и по совместительству в Республике Армения и Республике Беларусь (с 4 апреля 2022).

## Биография
Родился 5 апреля 1978 года в городе Орисаба, мексиканского штата Веракрус. Окончил с отличием Национальный автономный университет Мексики по специальности «Философия». Имеет учёную степень кандидата философских наук.
Координатор Управления исторической и культурной памяти Мексики (2018―2022). Работал в качестве независимого издателя. Преподавал философию в Национальном автономном университете Мексики и работал профессором в различных университетах, таких как Колледж латиноамериканских исследований факультета философии и литературы УНАМ. Он работал в штаб-квартире правительства Федерального округа в качестве прямого помощника Андреса Мануэля Лопеса Обрадора.
Указом Президента Мексики от 4 апреля 2022 года официально назначен чрезвычайным и полномочным послом Мексики в Российской Федерации и по совместительству в Республике Армения и Республике Беларусь.
Увлекается велоспортом, фотографией, программированием и кинематографией. Женат.

## Работы
- Megías, E. V. (2004). La sabiduria infinita. La actitud de Vico ante los clàsicos (pp. 271–276). Cuadernos sobre Vico, (17-18). https://doi.org/10.12795/Vico.2004-05.i17-18.25
- La seriedad del juego. Una lectura de las leyes de Platón en El saber filosófico: Tópicos del saber filosófico, Martínez Contreras, Jorge et al. (comp.), México, siglo xxi, 2007
- El juego en su laberinto, Villegas Megías, Eduardo (comp.), México, Afínita, 2008